# Ignacio Zaragoza, Tepeojuma
Ignacio Zaragoza är en ort i Mexiko.   Den ligger i kommunen Tepeojuma och delstaten Puebla, i den sydöstra delen av landet, 110 km sydost om huvudstaden Mexico City. Ignacio Zaragoza ligger 1 490 meter över havet och antalet invånare är 135.
Terrängen runt Ignacio Zaragoza är kuperad åt sydost, men åt nordväst är den platt. Terrängen runt Ignacio Zaragoza sluttar söderut. Runt Ignacio Zaragoza är det ganska tätbefolkat, med 149 invånare per kvadratkilometer. Närmaste större samhälle är Izúcar de Matamoros, 12,9 km söder om Ignacio Zaragoza. I omgivningarna runt Ignacio Zaragoza växer huvudsakligen savannskog.